# Juan Rodriguez

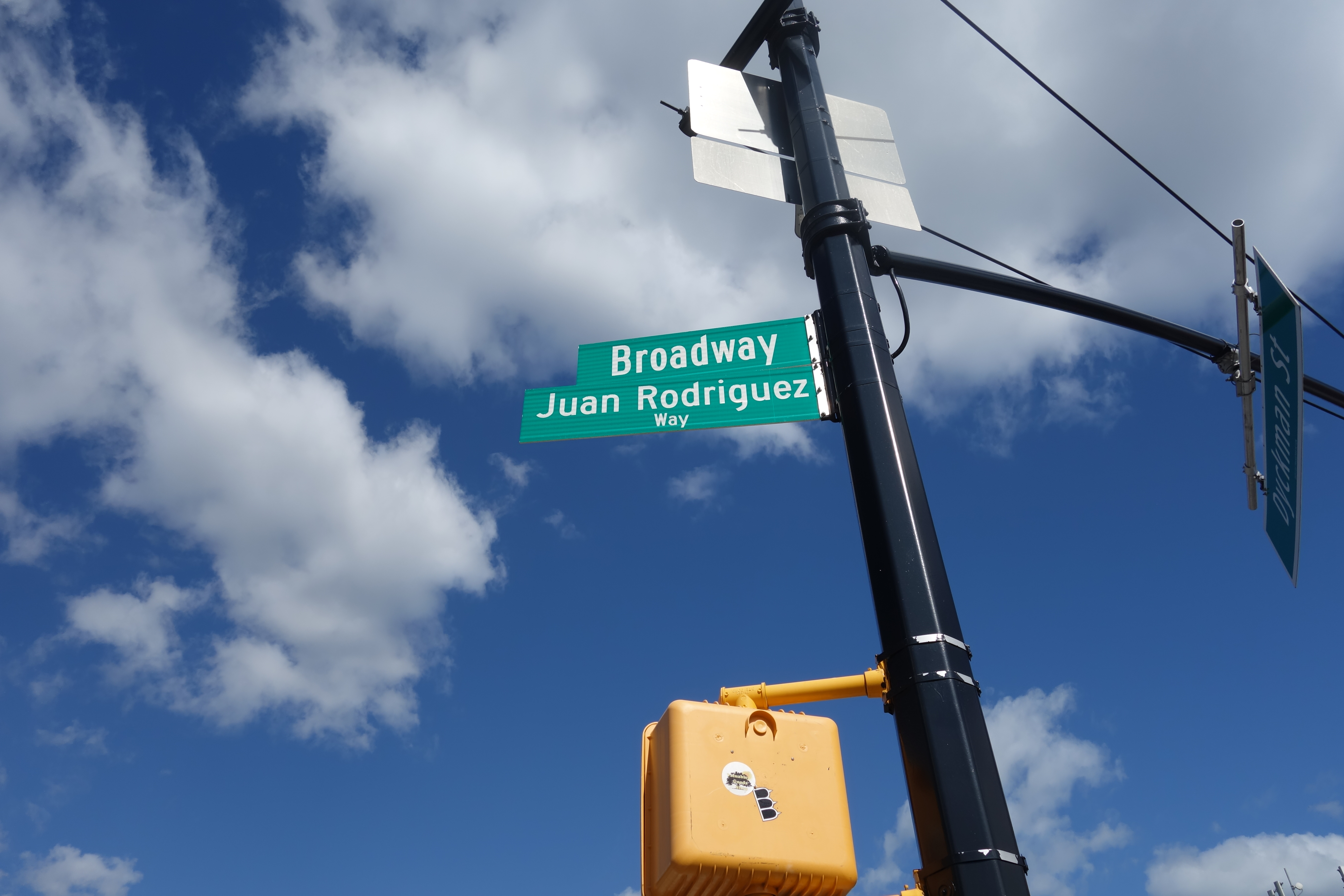
Placa na Juan Rodriguez Way

Juan Rodriguez (podendo ser João Rodrigues ou Jan Rodriguez) nascido em São Domingos no século XVI de ascendência portuguesa e africana, é considerado o primeiro imigrante a residir na atual cidade de Nova York.

## Biografia
Nascido na antiga Capitania-Geral de São Domingos, era filho de uma africana com um marinheiro português. Poliglota, pois era conhecedor da língua espanhola, da língua portuguesa e da inglesa, foi convidado pelo capitão do navio mercante holandês Jonge Tobias para servir de tradutor em uma viagem para a colônia inglesa no Novo Mundo. No verão de 1613, a embarcação holandesa chegou a ilha Lenape de Manhattan, e Rodriguez rapidamente envolvesse com o povo Lenape, casando um uma indígena local e aprendeu as Línguas algonquinas.
Quando a embarcação holandesa partiu, Rodriguez permaneceu na ilha e abriu um entreposto comercial com mercadorias que lhe foram dadas pelo capitão holandês. Em 1621, Rodriguez ganhou, através do governo holandês, o monopólio comercial em Novos Países Baixos e em 1624, sua presença na região foi fundamental para o assentamento de uma colônia holandesa em Governors Island.

## Homenagem
Em outubro de 2012, o Conselho da Cidade de Nova York promulgou uma lei que renomeou algumas quadras da Broadway como homenagem para Juan Rodriguez, ficando este trecho conhecido como "Juan Rodriguez Way".